# Prince Interactive
Prince Interactive es un CD interactivo que lanzó Prince en 1994 con información y diversos recursos multimedia (como vídeos, un paseo virtual por Paisley Park, etc).
Aunque recibió buenas críticas, el CD no se vendió bien. Probablemente llegó antes de tiempo, en una época en la que muchos fanes no tenían PC o Mac. Además, la tecnología de entonces no permitía la visualización de vídeo a pantalla completa con una resolución aceptable.